# Tell Salhab (nahija)
Nahija Tell Salhab (ar. ناحية تل سلحب)  je sirijska nahija u okrugu Al-Suqaylabiyah u pokrajini Hama. Po popisu iz 2004. (prije rata), nahija je imala 38.783 stanovnika. Administrativno sjedište je u naselju Tell Salhab.